# Rafael Kozák
Rafael Kozák (slovinsky Rafael Kòzak; 23. října 1864, Přerov – 14. října 1927, Kroměříž) byl český katolický kněz, vojenský kaplan, podplukovník ve výslužbě, jako kněz působil ve Slovinsku v diecézi Gurk. Byl papežský čestný tajný kaplan, duch. rada biskupa gurkského v Celovci, rada arcibiskupské konzistoře v Olomouci a jednatel Ústředního apoštolátu sv. Cyrila a Metoděje.

## Život
Přerovský rodák byl na kněze vysvěcen 26. října 1887 v Trnavě. Poté se stal knězem gurkské diecéze. Po vysvěcení působil 12 let ve františkánské provincii sv. Jana Kapistrána na různých místech. Kromě své rodné řeči ovládal němčinu, maďarštinu, italštinu, chorvatštinu, slovinštinu a ruštinu. Od 1. května 1899 byl v aktivní službě vojenského kaplana. Jeho první působiště jako vojenského kaplana bylo v Kotoru v Dalmacii, dále v Požunu a v Celovci, kde byl nejdéle a téměř srostl se slovinským kněžstvem i lidem.
Za I. světové války se dostal do Vídně ve funkci správce vojenského superiorátu. Zde pracoval také mezi českými krajany, pro které sloužil také bohoslužby. Během války byl povýšen na polního superiora II. třídy ((německy) Feldsuperior 2. Klasse). Přes vojenské vystupování byl znám jako vzorný kněz a český vlastenec.
Převrat na konci I. světové války jej zastihl jako správce superiorátu v Bratislavě. Při první restrikci roku 1920 byl uvolněn z vojenské služby. Jako kněz odešel do rodné olomoucké arcidiecéze, i když svůj předešlý kněžský život strávil především za hranicemi Čech a rozuměl především potřebám zahraničních krajanů.
V roce 1923, po smrti kněze a pedagoga Adolfa Jaška převzal jeho dílo. Jednalo se o Apoštolát sv. Cyrila a Metoděje založený arcibiskupem Antonínem Cyrilem Stojanem. Jako spolupracovník arcibiskupa Stojana byl „zasvěcen“ do jeho velkých plánů a stal se jednatelem tohoto díla. Do této práce se plně ponořil a po Stojanově smrti, začal soustřeďovat materiál pro životopis zakladatele Apoštolátu sv. Cyrila a Metoděje. Třídil a rovnal pozůstalou koresponci a literární doklady, sám vyhledával a doplňoval materiály o informace od živých pamětníků. Tuto činnost konal, chřadnoucí nemocí, prakticky až do smrti v Kroměříži v roce 1927. Pohřben byl na kroměřížském hřbitově. Pochovatelem mu byl olomoucký světící biskup Jan Stavěl.

## Monografie
KALAN, Jan; KOZÁK, Rafael. Pozdrav krajanům dopis všem krajanům, Čechům, Moravanům a Slovákům roztroušeným mimo vlast po širém světě. Časopis Apoštolát sv. Cyrila a Metoděje., I. vyd. Olomouc: Knihovna časopisu Apoštolát sv. Cyrila a Metoděje, 1925. 100 s. (čeština, slovinština)